# Socialdemokratiska kvinnokongressen
Socialdemokratiska kvinnokongressen eller enbart Kvinnokongressen, förut kallad Kvinnokonferensen, var föregångaren till Sveriges socialdemokratiska kvinnoförbund. Det var namnet för de sammankomster som hölls av de lokala socialdemokratiska kvinnoklubbarna i Sverige mellan 1907 och 1920, innan ett nationellt kvinnoförbund hade bildats. 
År 1892 bildades den första socialdemokratiska kvinnoklubben i Stockholm, Stockholms allmänna kvinnoklubb, även kallad Allmänna Kvinnoklubben, och 1902 bildades även Kvinnornas Fackförbund. Kvinnornas Fackförbund och Allmänna Kvinnoklubben tog sedan initiativ till den så kallade Kvinnokonferensen, som ägde rum 1907. Det var då landets socialdemokratiska kvinnoklubbar som samlade. När den andra Kvinnokonferensen ägde rum år 1908, ändrade den namn till Kvinnokongressen, som sedan sammanträdde vart tredje år fram till 1920, då den ombildades till Sveriges socialdemokratiska kvinnoförbund.